# Cinema Audio Society Awards
Los Premios Cinema Audio Society son una ceremonia anual de premios otorgada por Cinema Audio Society que honra los logros destacados en la mezcla de sonido. Estos premios los otorga la Cinema Audio Society desde 1994.
La competencia está abierta a largometrajes y programas de televisión estrenados o emitidos durante el año calendario. Los ganadores se revelan en una ceremonia de sobre cerrado durante el banquete de premios de la Cinema Audio Society. Los ganadores se seleccionan en su totalidad mediante votación por escrito de los miembros activos de CAS.

## Categorías

### Cine
- Logro destacado en la mezcla de sonido para una película: acción en vivo[2]
- Logro destacado en la mezcla de sonido para una película animada
- Logro destacado en la mezcla de sonido para una película: documental

### Televisión
- Logro destacado en mezcla de sonido para series de televisión: de una hora
- Logro destacado en mezcla de sonido para series de televisión: de media hora
- Logro destacado en la mezcla de sonido para películas para televisión o series limitadas
- Logro destacado en mezcla de sonido para televisión de no ficción, variedades o música: series o especiales

Adicionalmente cuenta con premios honoríficos como el Premio a la Trayectoria, Premio al Cineasta, Premio de Reconocimiento Estudiantil y Premio al logro técnico